# Ichthydium (Ichthydium) tergestinum
Ichthydium (Ichthydium) tergestinum is een buikharige uit de familie Chaetonotidae. Het dier komt uit het geslacht Ichthydium. Ichthydium (Ichthydium) tergestinum werd in 1908 voor het eerst wetenschappelijk beschreven door Gruenspan. 